# Kazuki Ganaha
Kazuki Ganaha (我那覇 和樹, Ganaha Kazuki, Naha, 26 september 1980) is een Japans voetballer die als aanvaller speelt.

## Carrière
Kazuki Ganaha speelde tussen 1999 en 2010 voor Kawasaki Frontale en Vissel Kobe. Hij tekende in 2011 bij FC Ryukyu.

## Japans voetbalelftal
Kazuki Ganaha debuteerde in 2006 in het Japans nationaal elftal en speelde 6 interlands, waarin hij 3 keer scoorde.

## Statistieken
| Japans voetbalelftal | Japans voetbalelftal | Japans voetbalelftal |
| Jaar                 | Wed.                 | Dlp.                 |
| -------------------- | -------------------- | -------------------- |
| 2006                 | 6                    | 3                    |
| Totaal               | 6                    | 3                    |